# Glaucocharis minimalis
Glaucocharis minimalis là một loài bướm đêm trong họ Crambidae.